# Battaglia di Alba de Tormes
La battaglia di Alba de Tormes fu combattuta il 26 novembre 1809 fra l'esercito imperiale francese, agli ordini del maggior generale Jean Marchand, e quello spagnolo, in ritirata, al comando del duca del Parque, nell'ambito della guerra d'indipendenza spagnola.

## Situazione strategica
Marchand assunse il commando del VI Corpo d'armata francese in assenza del suo comandante, il maresciallo Ney. In ottobre un esercito spagnolo al comando del duca del Parque aveva inflitto un'umiliante sconfitta ai francesi di Marchand nella battaglia di Tamamés, 56 km a sudovest di Salamanca. Del Parque aveva poi occupato la città di Salamanca, quale parte di un ampio piano strategico per attaccare Madrid da nordovest e da sud.
Ma il giorno prima della battaglia di Alba, le truppe spagnole, che formavano la "ganascia" meridionale della tenaglia che doveva chiudersi su Madrid, subirono una disfatta decisiva nella Battaglia di Ocaña, ad opera dei francesi al comando del maresciallo Soult (anche se nominalmente il comandante delle truppe francesi era Giuseppe Bonaparte).
Allorché ne ricevette notizia il 24 novembre, il Del Parque abbandonò con le sue truppe Salamanca, dirigendosi a sudest per trovar riparo nelle montagne della Spagna centrale.

## La battaglia

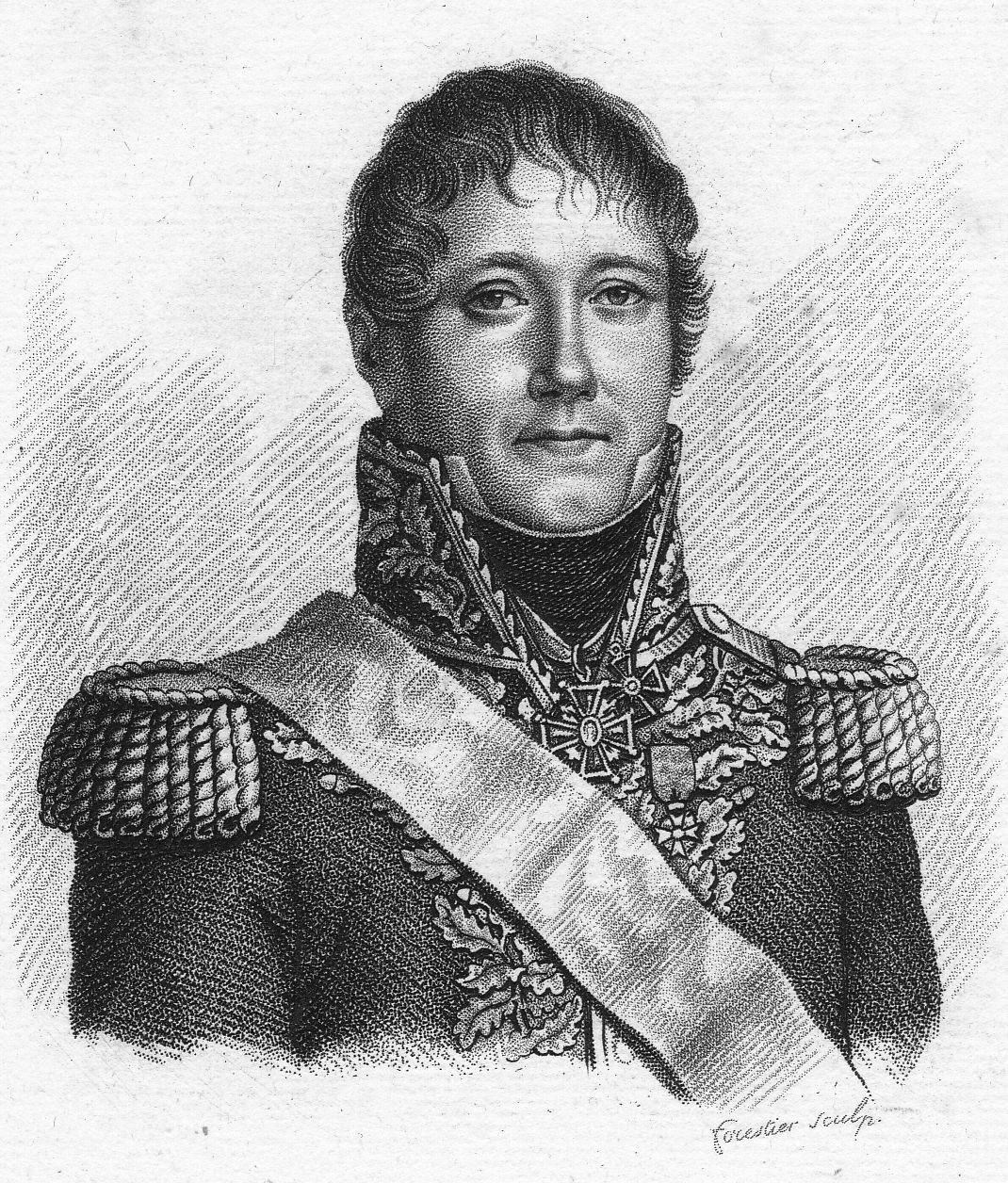
Il generale Marchand

Del Parque tuttavia non si preoccupò, per negligenza, di provvedersi di una retroguardia. Marchand lo inseguì prontamente, attaccandolo ad Alba de Tormes, 21 km a sudest di Salamanca.
I 3 000 cavalieri dell'avanguardia francese, al comando del generale Kellermann (il giovane) sorpresero l'esercito di Del Parque mentre attraversava il fiume Tormes e lo misero in rotta. Nel frattempo giunse la fanteria di Marchand e la battaglia ebbe termine, eccetto la fase dell'inseguimento degli sconfitti.

## Forze in campo

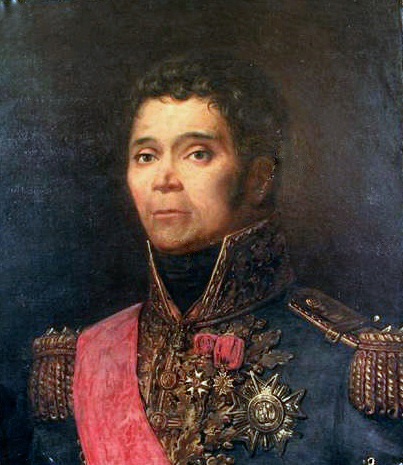
Il generale François Étienne Kellermann

Il VI Corpo (rafforzato) di Marchand comprendeva la sua I divisione (3 battaglioni), la II divisione, al comando del maggior generale  Maurice Mathieu, la brigata di cavalleria del brigadier generale   Jean Lorcet e la divisione di dragoni del maggior generale Kellermann: in totale circa 10 000 fanti, 3 000 cavalieri e 30 cannoni.
L'armata di Del Parque consisteva nell'avanguardia del maggior generale Martin de la Carrera, la I divisione, al comando del generale Francisco Xavier Losada, la II al comando del maggior generale Conde de Belvedere e la divisione di cavalleria del maggior generale Principe di Anglona. La consistenza numerica era di 21 300 fanti, 1 500 cavalieri e 18 pezzi di artiglieria.

## Conseguenze
Le perdite spagnole ammontarono a circa 2 000 uomini, uccisi o feriti in battaglia, 1 000 catturati insieme a 9 cannoni e la maggior parte delle salmerie. I francesi contarono fra i loro da 300 a 600 morti o feriti in battaglia.
Il futuro duca di Wellington scrisse indignato:
(Arthur Wellesley (citaz. di Michael Glover in The Peninsular War 1807-1814., p. 116))
Le due sconfitte di Ocaña e di Alba de Tormes furono seguite, alla fine del 1809 ed all'inizio del 1810 da una serie di assedi che fecero cadere in mano francese le città di  Gerona, Astorga, Lleida e Ciudad Rodrigo.